# Weglenzbachl
Das Weglenzbachl ist ein rund 0,5 Kilometer langer, linker Nebenfluss des Harggrabens in der Steiermark.

## Verlauf
Das Weglenzbachl entsteht im südlichen Teil der Gemeinde Kainach bei Voitsberg, im südlichen Teil der Katastralgemeinde Kohlschwarz, östlich der Kögerlsiedlung und nordwestlich des Hofes Weglenz. Er fließt im Oberlauf in einen flachen Linksbogen nach Südwesten, ehe er etwa 300 Meter vor seiner Mündung in einem Rechtsbogen nach Nordwesten abbiegt. Im Süden der Katastralgemeinde Kohlschwarz mündet er südöstlich des Hauptortes Kainach bei Voitsberg, südlich der Kögerlsiedlung direkt östlich der L341 in den Harggraben, der danach geradeaus weiterfließt und nach etwa 100 Metern selbst in die Kainah einmündet. Auf seinem Lauf nimmt das Weglenzbachl von links einen unbenannten Wasserlauf auf.